# Календарь из Гезера
Календарь из Гезера — известняковая табличка (11.1×7,2 см), найденная в 1908 году Робертом Макалистером при раскопках Тель-Гезера. Находка была передана в турецкий археологический музей в Стамбуле, где и находится по сей день. Один из древнейших памятников палео-еврейского письма, датируется X веком до н. э.

## Описание
Артефакт сохранился весьма неплохо, учитывая его почтенный возраст. Текст записан т. н. палео-еврейским алфавитом, близким финикийскому. Начертание букв очень архаичное и крайне неровное. В большинстве других надписей буквы изображаются гораздо аккуратнее. Словоразделители в тексте отсутствуют, но дважды встречается вертикальная черта (|), которая, скорее всего, разделяет предложения, чем напоминает знак «соф пасук» в тексте Танаха. Аналогичным образом она используется в стеле моавитского царя Меша (IX в. до н. э.). В календаре данная черта используется лишь в тех случаях, когда конец предложения не совпадает с концом строки. Большинство букв сохранилось отчётливо. Первая буква йод (י) в первой строке частично пострадала, но из общего контекста её можно однозначно восстановить по сравнению с остальными. В третьей строке буква тав (ת) тяготеет к архаичной форме «+» при том, что более поздние надписи содержат вариант «х». Буква мем (ם) в 4-й строке оказалась между 4-й и 5-й строками. У этой буквы тоже своя особенность начертания: её волнистая часть изображается вертикально, хотя в более поздних надписях она постепенно склоняется влево. Тав и мем напоминают своей формой буквы в надписи на саркофаге царя Ахирама. Буква хет (ח) в 5-й строке календаря оказалась почему-то развёрнутой против часовой стрелки на 70—80°, но смысл надписи от этого не меняется.

## Транслитерация и перевод
| Стр. | Транслитерация     | Перевод                                       |
| ---- | ------------------ | --------------------------------------------- |
| 1    | ירחו אסף‎ \| ירחו ז‎ | Два месяца сбора (урожая). Два месяца посева. |
| 2    | רע‎ \| ירחו לקש‎     | Два месяца «позднего урожая».                 |
| 3    | ירח עצד פשת‎        | Месяц уборки льна.                            |
| 4    | ירח קצר שערם‎       | Месяц жатвы ячменя.                           |
| 5    | ירח קצר וכל‎        | Месяц жатвы и пира.                           |
| 6    | ירחו זמר‎           | Два месяца обрезки (лозы).                    |
| 7    | ירח קץ‎             | Месяц летних плодов.                          |
| 8    | אבי‎                | Авий[а]                                       |

Календарь рассказывает о сельскохозяйственной деятельности, которая проводится в одномесячные и двухмесячные периоды. Некоторые учёные предполагают, что перед нами упражнение ученика в правописании. Есть все основания полагать, что грамотность была широко распространена в Израиле уже во времена Судей (Суд. 8:14). Другие специалисты считают, что здесь записана популярная народная или детская песня. Есть также мнение, что документ относится каким-то образом к сбору налогов с земледельцев.

## Анализ текста
В следующей таблице приводится анализ каждого предложения из надписи. В левом столбце предложения записаны современным еврейским алфавитом с огласовками. Это предполагаемое чтение текста таблички, заимствованное из версии статьи на иврите. В правом столбце каждому предложению даётся подробное описание.
| Пр. | Транскрипция       | Описание предложения |
| --- | ------------------ | --- |
| 1   | Yarḥaw ’asp        | Два месяца сбора (урожая). Август и сентябрь. Главная проблема этого и следующих предложений — слово ירחו‎. Нам хорошо известно слово יֶרַח‎ (месяц) из Танаха (Исх.2:2 и др.) В форме (w)arhu оно встречается уже в аккадском языке и восходит к прасемитскому корню wrh. Вопрос в том, что значит буква вав (ו) на конце слова. Смысл всего текста в целом однозначно указывает нам, что слово ירחו‎ должно содержать значение «два месяца». В таком случае описание будет соответствовать реальным месяцам, и общее количество месяцев, упомянутых в тексте, получается ровно 12. Двойственное число в древнееврейском языке действительно есть, но согласно масоретской грамматике оно в абсолютной форме выражается окончанием «-а́йим» (напр. две руки — йада́йим יָדַיִם‎), а в сопряжённой форме — «-эй» (йеде́й יְדֵי‎), то есть не отличается от сопряжённой формы множественного числа. Окончание «айим» или «эй» никак не может быть записано буквой вав (ו). Согласно традиционной грамматике, ירחו‎ следовало бы перевести «его месяц», однако это плохо соотносится с контекстом и противоречит известным правилам орфографии X в. до н. э. Что же передаёт литера вав (ו) в слове ירחו‎? После данной таблицы достаточно подробно рассмотрены различные теории. |
| 2   | Yarḥaw zar‘        | Два месяца посева. Октябрь и ноябрь. Здесь всё вполне ясно, за исключением ירחו‎, описанного выше. |
| 3   | Yarḥaw laqš        | Два месяца «позднего урожая». Декабрь и январь. Иначе слово לֶקֶשׁ‎ может быть переведено «яровые» или «второй покос». Это очень редкое в Ветхом Завете слово. Оно встречается лишь в стихе Ам.7:1. Его корень несёт значение «поздний». |
| 4   | Yarḥ ‘aṣd pišt     | Месяц уборки льна. Это февраль. Слово עֲצַד‎ в Ветхом Завете не встречается, но в других семитских языках (напр. староаккадском, эфиопском) данный корень имеет значение «убирать (урожай)». В Танахе лишь дважды (Ис.44:12 и Иер.10:3) встречается однокоренное מַעֲצָד‎, которое переводится «топор» или «секира». О. М. Штейнберг в своём этимологическом словаре даёт слову עָצַד‎ значение «резать, рубить», откуда выводит מַעֲצָד‎. Лён издревле использовался людьми для получения волокон из стеблей и масла из семян. Слово פֵּשֶׁת‎ в Ветхом Завете обозначает тереблёный лён, обычно во множественном числе (פִּשְׁתִּים‎), а собирательный термин פִּשְׁתָּה‎ (Исх.9:31) говорит о растении лён. В тексте таблички, скорее всего, говорится о льне, который ещё на поле, то есть используется второе слово, но буква һэ (ה) на конце не пишется, потому что она играет роль матери чтения. |
| 5   | Yarḥ qǎṣir śǎ‘urīm | Месяц жатвы ячменя. Март. Слово קָצִיר‎ в Танахе обычно записывается с буквой йод (י) в предпоследней позиции в качестве матери чтения, однако в табличке из Гезера использование матерей чтения в середине слова не отмечается. Буквы вав (ו) и йод (י) в роли матрес лекционис в середине слов начинают широко применяться лишь после Вавилонского изгнания. Ячмень широко используется на Ближнем Востоке, так как созревает быстрее, чем пшеница, и лучше переносит жару и засуху. Из зерна готовят пищу, а стебли идут на корм скоту. Понятие ячмень в Ветхом Завете обычно встречается в форме множественного числа שְׂעֹרִים‎. Штейнберг переводит это слово «ячменные зёрна», тогда как растение ячмень по Штейнбергу будет שְׂעֹרָה‎. В книге Руфь 1:22 как раз говорится о начале жатвы ячменя, где и читаем выражение קְצִיר שְׂעֹרִים‎, аналогичное тексту в Календаре. Здесь слово ячмень также записано во множественном числе, но без матери чтения йод (י) перед финальной мем (ם). Эта древняя орфографическая традиция лишь местами сохранилась в тексте Танаха, напр. в Быт. 3:7. |
| 6   | Yarḥ qǎṣir wǎkalli | Месяц жатвы и пира. Месяц апрель. В этом предложении вопросы возникают вокруг слова כל‎. Одни специалисты переводят его как «пир» или «празднование». Другие считают, что здесь идёт речь об измерении. |
| 7   | Yarḥaw zamir       | Два месяца обрезки (лозы). Май и июнь. Для глагола «замар» характерно значение «обрезать (виноградную лозу)» только в земледельческом контексте. См. Лев.25:3, 4. |
| 8   | Yarḥ qêṣ           | Месяц летних плодов. Июль. Слово קֵץ‎ переводится «лето», а также «летние плоды». В библейском иврите оно записывается קַיִץ‎ в абсолютной форме, потому что стяжение дифтонга «ай» в долгое «э» среди иудеев ещё не произошло ко времени записи неогласованного текста Танаха, а текст нашего артефакта отражает израильскую (северную) традицию произношения, где данное стяжение произошло гораздо раньше. Летние или спелые плоды, как понятие, встречаются в Ам.8:1, 2; Иер.40:10, 12. Во 2Цар.16:1 это слово переведено «смоквы», как один из самых характерных летних плодов. В Септуагинте там написано «финики». |
| 9   | ’abiy[ya]          | Абийа. Это слово написано под углом 90 градусов по отношению к остальным. До нас дошли лишь три буквы: алеф, бет, йод. Наиболее вероятно, что это — имя автора. Оно встречается в Библии в двух основных вариантах: Авиййаһу (2Пар.13:20,21) и Авиййа (2Пар.13:19,22), и переводится «Отец мой — Иегова». Как видим, к одному и тому же человеку, царю Иудейскому, в тексте Библии использованы оба варианта написания. Большинство учёных считают, что в имени автора таблички была четвёртая буква — һэ, но эта часть артефакта была утеряна. В таком случае его имя будет звучать как Авиййа. Но, учитывая то, что использование матерей чтения в тексте крайне скудно даже на конце слов, можно предположить, что так было записано имя Авиййаһу. В таком случае последняя буква (вав) не записывается, будучи матерью чтения, а һэ читается как полноценная согласная. |

## Обсуждение словаירחו‎
Согласно стандартной интерпретации, мы имеем дело с результатом эволюции гипотетической прасемитской формы двойственного числа. Она реконструируется в прасемитском языке как warĥa: na в именительном падеже и warĥayna — в косвенном. Если окончание -na опускается, слово принимает т. н. «сопряжённую форму» и переводится «два месяца … (чего-то, напр. сбора урожая)», а не просто «два месяца». Сопряжённая форма в косвенном падеже, принимая местоименный суффикс 3л. ед.ч. муж.р., превращается в warĥaysu «два его месяца». Следуя общепринятому принципу словообразования, предложенному У. Ф. Олбрайтом (W. F. Albright), прасемитская форма warĥa: su > на северо-западе превращается в yarĥa: hu (s перед гласной становится h, а начальная w переходит в y) > yarĥayhu (окончание именительного падежа теряется и заменяется косвенным падежом) > yarĥe: hu (стяжение дифтонга -ay- в долгое -е:-) > ירחו‎ yarĥew. Такое словообразование неплохо объясняет все согласные и эволюцию слова, а также значение слова. К тому же это предполагает, что форма ед.ч. ירח‎ переводится «его месяц» и в произношении имеет суффикс 3л. ед.ч. муж.р., который уже эволюционировал до долгой гласной -о:, и поэтому на письме не отражается. При этом также следует принять, что в более поздней орфографии, где появились матери чтения на конце слов, буква һэ (ה) используется для обозначения как суффикса муж.р. -о:, так и суффикса жен.р. -а:, и лишь позже суффикс -о: начинают передавать буквой вав (ו), когда она, наряду с буквой йод (י), стала обозначать долгие гласные на конце слов. Основная претензия большинства оппонентов к теории Олбрайта в том, что из самого календаря не ясно, к кому относится слово «его» в выражениях «два его месяца» и «его месяц».
Гинзберг (H. L. Ginsberg) предложил иное объяснение. Он предлагает читать букву вав (ו), как долгий гласный -о:. Согласно данному объяснению, окончания косвенного/винительного падежа ещё не заменили окончания именительного падежа, поэтому слово стоит в именительном падеже: yarĥa:. Но ханаанский переход *a: > o: приводит к появлению формы yarĥo:. Данное объяснение критикуют на основании того, что окончание двойственного числа именительного падежа ещё не перешло в о:, что видно из ханаанских записей в библиотеке Амарны, где слово he-na-ia, реконстр. *ğe: na: ya, «мои [два] глаза» (послание EA 144:17, отосланое из Сидона в Египет).
Лемер (A. Lemaire) предполагает, что сопряжённая форма двойственного числа именительного падежа -ay развилась из более ранней формы *-aw, которую мы и наблюдаем в Календаре из Гезера. Но такое предположение маловероятно, так как форма -ay широко распространена среди множества семитских языков, в отличие от *-aw.
Гарбини (G. Garbini) считает, что мы имеем дело не с двойственным числом, а с множественным, и в таком случае окончание сопряжённой формы именительного падежа будет *-u, что и выражено в Календаре буквой вав (ו). С таким вариантом сложно согласиться, поскольку вав (ו) стабильно обозначает двойственное число лишь в табличке из Гезера.
Ицхак Сапир (Yitzhak Sapir) выдвигает следующее объяснение. По его мнению буква вав (ו) в слове ירחו‎ передаёт согласный w, а не гласные *-u: или -o:, и этот согласный выражает форму двойственного числа без местоименного суффикса, которая, впрочем, нигде более не зафиксирована кроме Календаря. Это могла быть особая малораспространённая форма. Впрочем, он находит связь со словом יַחְדָּו‎ йахдаw «вместе», которое хорошо известно из Библии. Корень yaĥd- восходит к прасемитскому *'aĥad. В центральносемитской группе встречаем корень *waĥd-, а на северо-западе распространена форма yaĥd-. Это слово может иметь значения «один, отдельный, единственный». Сапир считает, что יחדו‎ «вместе» является формой двойственного числа от -יחד‎ yaĥd- «отдельный». Он также приводит в пример фразу из Псалма 114:8 (в русс. Библии 113:8) ההפכי הצור אגם־מים חלמיש למעינו־מים‎ «Превращающего скалу в озеро воды и камень в источник вод». Предпоследнее слово можно прочитать как форму двойственного числа от מעין‎ или עין‎ — «два источника [вод]». Возможно, что использование одного слова עין‎ в значении «источник» и «глаз» обусловило использование формы двойственного числа. При этом למ‎ следует рассматривать, как архаичный и поэтический вариант направительного предлога «к». Хотя в стихе нет ничего, что указывало бы на двойственное число, למעינו‎ безусловно является весьма необычной формой, которая обычно объясняется как архаичное и поэтическое выражение. Обратите внимание, что корень слова עין‎ имеет параллели с ירחו‎ и יחדו‎. Можно предположить, что форма двойственного числа, которую предлагает Сапир, характерна для корней вида CVCC/CaCC. В связи с этим вспоминается ещё одно слово из Танаха: חַיְתוֹ‎, которое несколько раз встречается в нём. (Быт. 1:24, Пс. 50:10 (рус. 49:10), Ис. 56:9 и др.) и, по-видимому, имеет прямое отношение к обсуждаемому явлению, хотя и не упоминается Ицхаком Сапиром.